# Andre Deren
Andre Deren (фр. André Derain; Шату, 10. juni 1880 — †8. septembar 1954) bio je poznati francuski slikar i grafičar.

## Biografija
Rođen je u departmantu Il de Frans i od 1898.- 1899. obrazovao se na renomiranoj umetničkoj školi, L Akademi Kamij. Prilikom kopiranja dela u Luvru se upoznaje sa Anri Matisom sa kojim se upoznao još prilikom studija na akademiji. U to vreme je posetio izložbu i upoznao se sa delom i ranijim radovima Van Goga u Pariskom jesenjem salonu. 1900. sreo je Morisa Vlamenka sa kojim je delio kasnije i atelje i sarađivao sa njim. Slike Andre Derena su u početku bili pejzaži. Tokom izložbe u Pariskom jesenjem salonu 1904. godine se susreo sa delom Pola Sezana koje je na njega izvršilo utisak i obeležilo njegovo kasnije stvaralaštvo.
Sa Anri Matisom je razvio i osnovao stil fovizma. Upoznaje se i sa delima Pola Gogena. Poznate avangardne slikare Pabla Pikasa i Žorža Braka upoznaje 1907. godine a poznavao je i sarađivao i sa Gijomom Apolinerom, Kes van Dongenom, Maksom Jakobsonom. U ovo vreme je otkrio i počeo i da sakuplja dela tzv. Primitivne umetnosti Afrike koja je zaintrigirala i druge poznate umetnike. Preselio se u umetničku četvrt Pariza Monmartr gde je živeo i radio i Pikaso kao i drugi poznati slikari. Deren je započeo sa radovima i u kiparstvu. 1909. je ilustrirao lirsko delo Apolinera a 1912. zbirku pesama Maks Jakobsa, i nastavio sa ilustracijama za Andre Bretona a 1934. godine je od Volarda dobio ugovor za ilustraciju "Satirikona" i napravio grafičke listove.
1914. bio je u Prvom svetskom ratu. Već tokom rata a i kasnije još više bio je poznat u umetničkim krugovima u kojima se kretao. Za Sergeja Dijagdelijeva radio je na scenskom uređenju u pozorištu. Postaje jako poznat i njegova se dela prikazuju ne samo u Francuskoj već i Londonu, Berlinu, Frankfurtu, Diseldorfu, Njujorku i Sinsinatiju.
U toku okupacije Francuske tokom Drugog svetskog rata živeo je u Parizu i kao predstavnik francuske kulture bio je priman od strane vlasti a 1941. putovao je i u Nemačku u organizaciji vlasti. Posle oslobođenja je od mnogih bio smatran za kolaboracionistu i posle rata u početku nije imao nikakvih izložbi svojih dela. Umro je u departmentu Gornja Sena.

## Delo
Već kao mlad je zavoleo slikarstvo. Nekoliko godina je posećivao umetničku akademiju. Sarađivao je sa Anri Matisom i Morisom de Vlaminkom. 1905. godine osniva pravac koji je poznat pod nazivom fovizam i time je pored slikara koji su pripadali grupi Most koja se razvila u Nemačkoj, postao zastupnik moderne u slikarstvu. Od Matisa je prihvatao stavove o slikarstvu da nije važan motiv slike i upotrebu jarke boje koja je na platno istisnuta direktno iz tube, bez mešanja i nalaženja nijansi kako su to do tada radili svi slikari impresionista kao i slaganje boja u kompoziciji i primeni efekata komplementarnih boja za kompoziciju slike. 1905 godine ostvaruje slike pejzaža i veduta sa tragovima impresionizma i pointilizma.
Njegovi radovi bili su pod uticajima van Goga, Gogena i Sezana, ali posle Drugog svetskog rata radio je jednostavnije i arhaički delujuće pejzaže, aktove i portrete i razvijao se dalje a njegova dela su dobila elemente dekorativizma i nije više doživeo priznanja koja je imao tokom 20-tih godina.

## Literatura
1. Dejiny umenia, Michael V, Altpatov, Martin 1976
2. Umění, Hendrik Willem van Lon, Praha 1939.
3. Enciklopedija likovnih umjetnosti, L.Z. FNRJ, Zagreb 1959.
4. Mala prosvetina enciklopedija, Beograd, 1959.
5. Svet umenia, IKAR, Bratislava 2002.
6. Dejiny umenia, Mladé letá Bratislava 2001.
7. Svetové dejiny umenia, B.F. Groslier, Larusse, Praha 1996.
8. Dejiny umenia, Martyn Janek, Karel Thiry, Bratislava 1990.
9. Slikarski pravci XX veka, Lazar Trifunović, Beograd, 1981.
10. de Wikipedia

## Spoljašnje veze
- André Derain: A Virtual Art Gallery Архивирано на веб-сајту  (8. децембар 2006)
- Derain, André
- Ten Dreams Galleries